# 方學
方學（1466年—？），字日升，直隸常州府無錫縣人，軍籍，明朝政治人物。

## 生平
弘治十一年（1498年）戊午科應天府鄉試第十五名舉人。弘治十八年（1505年）中式乙丑科會試第一百四十八名，二甲第五十一名進士。正德六年（1511年）任江西撫州府知府。十年十一月考察留用，十五年六月考察閑住。

## 家族
曾祖方敏道；祖父方鑑；父方碣，母王氏。具庆下。兄方庠、方序、方塾。弟方絅。